# مارتین واگهورن
مارتین واگهورن (انگلیسی: Martyn Waghorn؛ زادهٔ ۲۳ ژانویهٔ ۱۹۹۰) بازیکن فوتبال اهل بریتانیا است.
از باشگاه‌هایی که در آن بازی کرده‌است می‌توان به باشگاه فوتبال چارلتون اتلتیک، باشگاه فوتبال ویگان اتلتیک، باشگاه فوتبال ساندرلند، باشگاه فوتبال هال سیتی، باشگاه فوتبال رنجرز، باشگاه فوتبال لستر سیتی، و باشگاه فوتبال میلوال اشاره کرد.
وی همچنین در تیم‌های ملی فوتبال زیر ۱۹ سال انگلستان و زیر ۲۱ سال انگلستان بازی کرده‌است.